# Infant du Bossis
Infant du Bossis, född 1996 i Frankrike, är en fransk varmblodig travhäst. Han tränades i början av karriären av sin uppfödare Jean Raffin i Frankrike. 2004 flyttades han till den svenska travtränaren Stefan Melander, där han fick sitt stora genombrott. I Melanders regi kördes han främst av Örjan Kihlström.
Infant du Bossis tävlade åren 1999–2006 och sprang in 8 miljoner kronor på 120 starter varav 24 segrar. Bland hans främsta meriter räknas segrarna i Sundsvall Open Trot (2004), Mälarpriset (2004), Gran Premio Gaetano Turilli (2004), Gran Premio Freccia d'Europa (2004), Gran Premio Palio Dei Comuni (2004), Gran Premio Ivone Grassetto (2005) och en andraplats i Åby Stora Pris (2004).
Han deltog i 2005 års upplaga av Prix d'Amérique, körd av Jorma Kontio, men slutade där oplacerad.